# Fritz Lichtenhahn

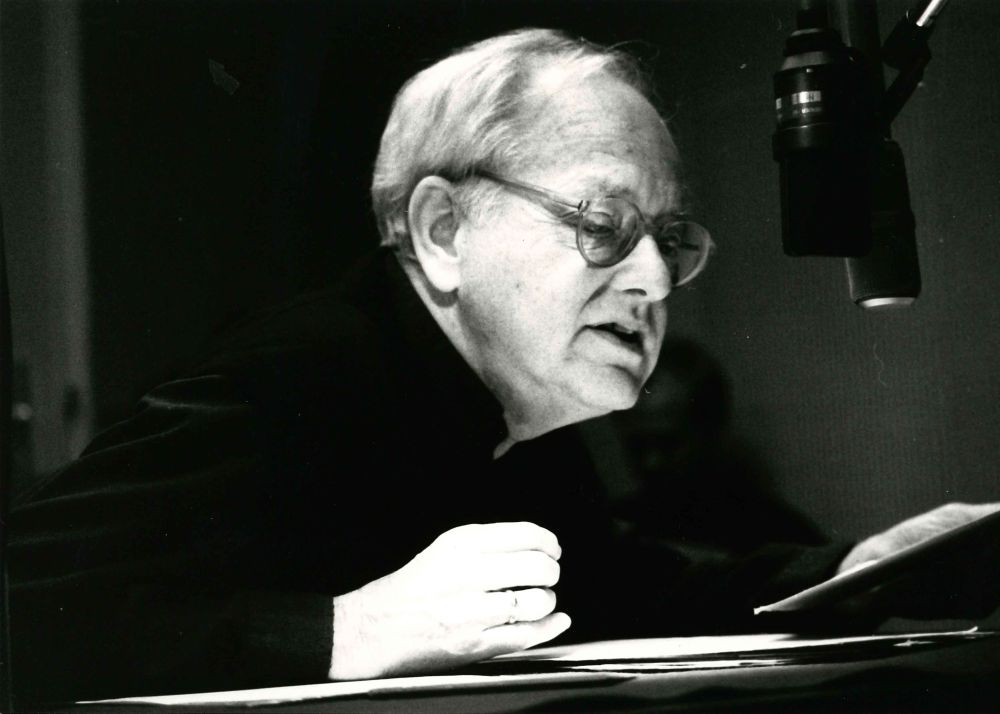
Der Schauspieler Fritz Lichtenhahn im Hörspielstudio in einer Aufnahme des Berliner Fotografen Werner Bethsold, im Januar 1990

Fritz Lichtenhahn (* 6. Mai 1932 in Arosa; † 24. Mai 2017 in Hamburg) war ein Schweizer Theater- und Film-Schauspieler sowie Hörspielsprecher.

## Herkunft und Ausbildung
Fritz Lichtenhahn, dessen gleichnamiger Vater (1881–1935) Arzt und Leiter eines Kinder-Kurhauses im Aroser Haus Belmont und später des Sanatoriums Prasura am gleichen Ort war, legte seine Matura an der Kantonsschule in Chur ab, begann danach ein Germanistikstudium in Zürich, absolvierte aber schliesslich am Bühnenstudio Zürich eine Schauspielausbildung.

## Theaterkarriere
Erste Theatererfahrungen sammelte er in Graz (1955–1957) und Essen (1957–1960). Hans Schalla holte ihn 1960 für fast zehn Jahre an das Schauspielhaus Bochum, wo Lichtenhahn viele große Rollen in modernen und klassischen Stücken spielte, unter anderem Zettel in Shakespeares Sommernachtstraum, Malvolio in Was ihr wollt und Behringer in Eugène Ionescos Die Nashörner.
Ab 1969 war Fritz Lichtenhahn am Deutschen Schauspielhaus Hamburg engagiert und ging 1973 mit Hans Lietzau an die Staatlichen Schauspielbühnen Berlin. Er arbeitete unter anderem zusammen mit Claus Peymann und spielte unter anderem bei den Salzburger Festspielen, am Württembergischen Staatstheater Stuttgart, am Basler Theater, am Schauspielhaus Zürich und im Bremer Theater am Goetheplatz (1986 Titelrolle in beiden Teilen von Goethes Faust). Von 1987 bis 1997 gehörte er zum Ensemble des Thalia-Theaters in Hamburg.

## Film, Fernsehen und Hörspiel
Im Jahr 1972 hatte Fritz Lichtenhahn an der Seite von Antje Hagen seinen ersten großen Fernseherfolg in der Rolle des Familienvaters Bruno Semmeling in dem Dreiteiler Einmal im Leben von Dieter Wedel. In der Folge trat er in vielen Fernseh- und Kinofilmen auf, so auch in den beiden Fortsetzungen Alle Jahre wieder – Die Familie Semmeling (1976) und Die Affäre Semmeling (2002). 1990 spielte er in Wer zu spät kommt – Das Politbüro erlebt die deutsche Revolution den SED-Politiker Hans Modrow.
Er wirkte auch bei vielen Hörspielen und Lesungen mit und machte Aufnahmen für Hörbuchverlage. Sein Debüt im Radio hatte er 1959 in dem Sechsteiler des WDR Fischerjungs nach Kiplings Captains Courageous mit der Hauptrolle des fünfzehnjährigen Harvey.

## Preise und Ehrungen
Im Jahr 1965 erhielt Lichtenhahn den Förderpreis des Landes Nordrhein-Westfalen für junge Künstlerinnen und Künstler, 1966 wurde er in den Vorstand der deutschen Shakespeare-Gesellschaft (West) in Bochum gewählt. Im Herbst 2000 erhielt er den Anerkennungspreis der Graubündner Regierung. Er war Mitglied der Freien Akademie der Künste Hamburg.

## Privates
Fritz Lichtenhahn lebte zuletzt verwitwet in Hamburg. Er war der Bruder des Musikwissenschaftlers Ernst Lichtenhahn, ein Urgrossneffe von Johann Karl Lichtenhahn sowie ein Ururgrossneffe von Ernst Ludwig Lichtenhahn. Er entstammte dem Basler Bürgergeschlecht Liechtenhan. Lichtenhahn hatte eine Sammlung antiker griechischer Vasen zusammengetragen.

## Filmografie (Auswahl)
- 1972: Einmal im Leben – Geschichte eines Eigenheims (Fernsehdreiteiler)
- 1973: Tatort: Ein ganz gewöhnlicher Mord (Fernsehreihe)
- 1973 Hamburg Transit – Grüner Türke
- 1976: Unter einem Dach – Kein großes Los (Fernsehserie)
- 1976: Alle Jahre wieder – Die Familie Semmeling (Fernsehdreiteiler)
- 1979: Schwestern oder Die Balance des Glücks
- 1980: Die Judenbuche
- 1980: Matto regiert
- 1985: Ich, Christian Hahn (Fernsehserie, 13 Folgen)
- 1986: Geschichten aus der Heimat (Fernsehserie) Episode: Hellings Flucht
- 1988, 1994: SOKO München (Fernsehserie, verschiedene Rollen, 2 Folgen)
- 1990: Tatort: Howalds Fall
- 1991, 1995: Großstadtrevier (Fernsehserie, verschiedene Rollen, 2 Folgen)
- 1992: Die Männer vom K3 – Ein langes Wochenende
- 1992: Herr Ober!
- 1992: Schtonk!
- 1992: Tatort: Marion
- 1993: Der große Bellheim (Fernsehvierteiler, 1 Folge)
- 1993: Die Männer vom K3 – Dreckiges Geld
- 1994: Die Kommissarin (Serie, Folge: "Der King")
- 1995: Polizeiruf 110: Alte Freunde (Fernsehreihe)
- 1996: Der Schattenmann (Fernsehfünfteiler)
- 2000: Komiker
- 2002: Die Affäre Semmeling (Fernsehsechsteiler, 6 Folgen)
- 2004: Polizeiruf 110: Vater Unser

## Hörspiele (Auswahl)
- 1966: Francis Durbridge: Paul Temple und der Fall Genf (?) – Regie: Otto Düben (Original-Hörspiel – WDR)
- 1991: Karl-Heinz Bölling: Der Rentner – Regie: Hans Gerd Krogmann
- 2003: Dylan Thomas: Unter dem Milchwald (Mr. Pugh) – Regie: Götz Fritsch (Hörspiel – MDR)
- 2013: Traumrollen (zusammen mit Nadja Tiller) – Regie: Jean-Claude Kuner, DLF/HR 2013 (Hörspiel des Jahres 2013)
- Robert Walser: Der Spaziergang. Hörbuch Hamburg. ISBN 3-934120-31-8.